# Glycera edwardsi
Glycera edwardsi är en ringmaskart som beskrevs av Gravier 1900. Glycera edwardsi ingår i släktet Glycera och familjen Glyceridae. Inga underarter finns listade i Catalogue of Life.